# Carl Fredrik Adler
Carl Fredrik Adler (Estocolmo, 1720-Java, 1761) fue un médico, naturalista y explorador sueco. Era hijo de Niklas Adler y de Geijer Brita.
Fue uno de los diecisiete alumnos de Carlos Linneo, así bautizados por él; recolectores que llevaron a cabo expediciones botánicas y zoológicas enviados a todas partes del mundo.
Adler estudió en la Universidad de Upsala y cumple con Carl von Linné, ante el cual defendió una tesis sobre bioluminiscencia titulada Noctiluca Marina, el 9 de junio de 1752.
Entre 1748 y 1761, Adler participó como cirujano de a bordo, en al menos cuatro expediciones de la Compañía sueca de las Indias Orientales, obteniendo especímenes de la fauna y de la flora. Se quedó, en particular, en la India y en China, entre 1753 y 1756, falleciendo a lo largo de Java, en 1761.

## Eponimia
- (Fabaceae) Adleria Neck.[5]